# Banks Township (comté de Carbon, Pennsylvanie)
Pour les articles homonymes, voir Banks Township.
Banks Township est un township, situé au nord-ouest du comté de Carbon, aux États-Unis,. En 2010, il comptait une population de 1 262 habitants.

## Démographie
Lors du recensement de 2010, le township comptait une population de 1 262 habitants. Elle est également estimée, en 2016, à 1 207 habitants.

### Source de la traduction
- (en) Cet article est partiellement ou en totalité issu de l’article de Wikipédia en anglais intitulé « Banks Township, Carbon County, Pennsylvania » (voir la liste des auteurs).